# Gewone slingerworm
De gewone slingerworm (Tubifex tubifex) is een ringworm uit de familie van de Naididae. De wetenschappelijke naam van de soort werd voor het eerst geldig gepubliceerd in 1774 door Müller als Lumbricus tubifex.

## Kenmerken
Tubifex tubifex is een dunne, roodachtige worm van ongeveer 2,5 tot 9 cm lang. De kleuring is te wijten aan de hemoglobinebevattende lichaamsvloeistof die in het vaatstelsel wordt getransporteerd. Tubifex-soorten worden nu wereldwijd gedistribueerd.

## Levenswijze
Tubifex tubifex en verwante soorten leven normaal gesproken in modder van stilstaand en stromend water met inbegrip van zwaar vervuild water. Ze vormen modderbuizen die zijn bekleed met slijm. De worm steekt zijn kop half in de grond, omdat zuurstof wordt opgenomen via het rectum (darmademhaling). Zuurstof wordt binnengebracht door de meanderende bewegingen, maar ze kunnen tot 48 uur zonder zuurstof overleven. Tubifex voedt zich voornamelijk met afval en andere organische afbraakmaterialen. Door zijn hemoglobinerijke bloed, dat verantwoordelijk is voor de rode kleur, kan de worm ook in zuurstofarme wateren leven.
In het kader van de waterkwaliteitsbeoordeling wordt deze soort beschouwd als een bio-indicator.